# Xã Iona, Quận Murray, Minnesota
Xã Iona (tiếng Anh: Iona Township) là một xã thuộc quận Murray, tiểu bang Minnesota, Hoa Kỳ. Năm 2010, dân số của xã này là 163 người.